# Ampuloides
Ampuloides is een geslacht van uitgestorven kreeftachtigen uit de klasse van de Ostracoda (mosselkreeftjes).

## Soorten
- Ampuloides avus Zagora, 1967 †
- Ampuloides inflatus Zagora (K.), 1968 †
- Ampuloides ornatus (Mueller-Steffen, 1965) Blumensten, 1993 †
- Ampuloides parvus Blumenstengel, 1970 †
- Ampuloides pumillus Olempska, 1979 †
- Ampuloides quadratus Jiang (Zh), 1983 †
- Ampuloides reticulatus Blumenstengel, 1974 †
- Ampuloides spinosus Copeland, 1977 †
- Ampuloides tetracornutus Lethiers, 1981 †
- Ampuloides verrucosus Polenova, 1952 †
- Ampuloides vigens Mikhailova, 1986 †